# 鳥たちへの断章
『鳥たちへの断章』（とりたちへのだんしょう、英: Birds Fragments）は、日本の作曲家細川俊夫が1990年から1991年にかけて作曲した、様々な編成のための作品群である。

## 作品

### 鳥たちへの断章 I
『鳥たちへの断章 I』は、ギャラリーTOMからの委嘱によって1990年に作曲された、メゾソプラノ、アルトフルートとハープのための作品である。テキストは西行の詩から取っている。演奏時間は約7分。
1990年5月16日にイタリアのミラノで、マニュエラ・ガリツィア、ピエール=イヴ・アルトー、ガブリエラ・ボシオによって初演された。

### 鳥たちへの断章 II
『鳥たちへの断章 II』は、1990年に作曲された、笙（または笙と打楽器）のための作品である。演奏時間は約10分。
1990年10月2日にドイツのフランクフルトで、宮田まゆみと高田みどりによって初演された。

### 鳥たちへの断章 III
『鳥たちへの断章 III』は、1990年に作曲された、笙とフルート（バス・フルート、ピッコロ持ち替え）のための作品である。演奏時間は約7分半。作品は60歳の誕生日を祝って武満徹に献呈された。
1990年9月1日に、東京で宮田まゆみとピエール=イヴ・アルトーの演奏によって初演された。

### 鳥たちへの断章 IV
『鳥たちへの断章 IV』は、クアデルニ・ペルジーニ・ディ・ムジカ・コンテンポラネアからの委嘱で1991年に作曲された、チェロ、打楽器、笙のための作品である。演奏時間は約9分。
1991年7月10日にイタリアのペルージャにて、クアデルニ・ペルジーニ・ディ・ムジカ・コンテンポラネアの一環として、ウルリケ・ブランドとビョルン・ウィルカー、宮田まゆみによって初演された。